# Lidia Rybotycka-Zaremba

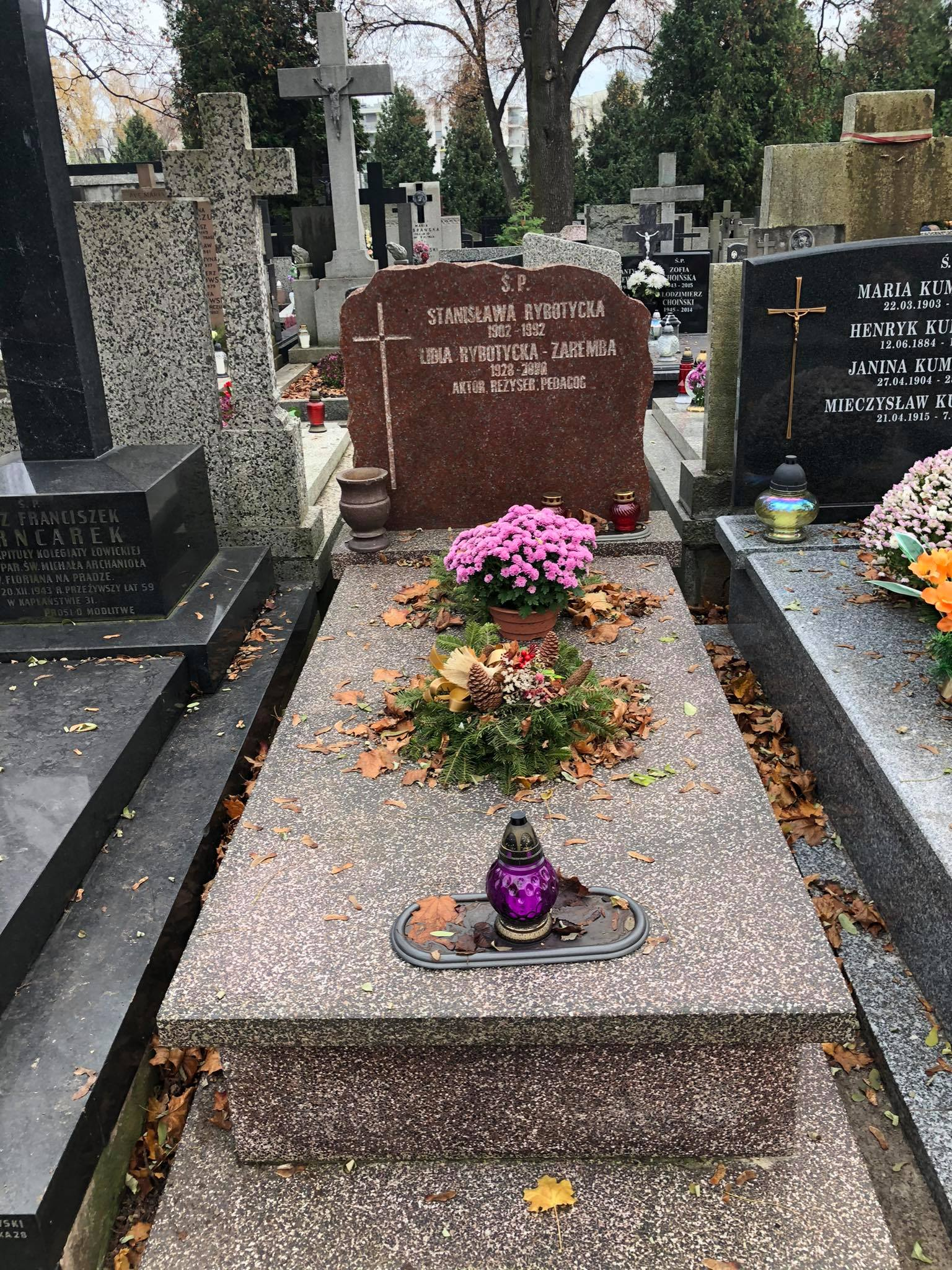
Grób Lidii Rybotyckiej-Zaremby na cmentarzu Bródnowskim

Lidia Weronika Rybotycka-Zaremba (ur. 4 lutego 1928, zm. 28 czerwca 2000) – polska aktorka i reżyser lalkowych przedstawień teatralnych, pedagog.
Grała na scenie i reżyserowała przedstawienia teatralne. Były to zarówno przedstawienia z udziałem aktora, jak i lalkowe. Równolegle pracowała jako pedagog. Pracowała w Teatrze im. Stefana Żeromskiego w Kielcach i Teatrze Powszechnym w Łodzi. W późniejszych latach skupiła się na pracy pedagogicznej. W swoich pracach zajmowała się problematyką tworzenia teatru dla dzieci i młodzieży oraz metod dotarcia do młodego widza. Prowadziła kursy dramy oraz gier dramowych dla młodych aktorów, którzy przygotowywali się do gry przed najmłodszą widownią. W warszawskich domach kultury prowadziła warsztaty teatralne. Wchodziła w skład Rady Konsultantów podczas Ogólnopolskich Puławskich Spotkań Lalkarzy. W 1974 opublikowała podręcznik Gry dramatyczne. Teatr młodzieży.
Jest patronką Festiwali Jednego Aktora i Jasełek, która odbywają się co roku w marcu w warszawskim Młodzieżowym Domu Kultury im. Marii Gwizdak, gdzie prowadziła od 1995 warsztaty teatralne. Zginęła tragicznie, jadąc z Krakowa do Warszawy. Została pochowana 5 lipca 2000 roku u boku matki na cmentarzu Bródnowskim (kw. 5B-VI-27).
Jej bratanicą jest Beata Rybotycka.